# Goniopneustes
Goniopneustes is een geslacht van zee-egels uit de familie Toxopneustidae.

## Soorten
- Goniopneustes pentagonus (A. Agassiz, 1872)